# Sigismund von Schlichting
Sigismund Wilhelm Lorenz von Schlichting, född 3 oktober 1829 i Berlin, död 22 oktober 1909 i Herischdorf, Nedre Schlesien, var en tysk militär och militärteoretiker.
Schlichting blev officer vid infanteriet 1848, generalmajor 1880, generallöjtnant 1884 och general av infanteriet 1889. Han begärde avsked 1895.
Schlichting deltog som generalstabsofficer i 1866 års krig mot Österrike och i det fransk-tyska kriget 1870–1871. Han var en energisk militärförfattare och utövade ett stort inflytande vid utarbetandet av det tyska fälttjänstreglementet och infanteriexercisreglementet.